# Françoise Bella
Françoise Joséphine Bella (* 9. März 1983 in Yaoundé) ist eine kamerunische Fußballspielerin.

## Karriere
Bella startete ihre Karriere mit Canon de Yaoundé und wechselte bereits im Herbst 2001 nach Nigeria zu den Inneh Queens. Nach vier Jahren für den Verein aus Edo wechselte sie zum Professional Female Football League Rivalen Pelican Stars aus Calabar. Bella spielte nachfolgend zwei Spielzeiten für Pelican und wechselte im Januar 2008 zu den Bayelsa Queens. Im Frühjahr 2010 kehrte sie nach Kamerun zurück und unterschrieb für FC Yaoundé, wo sie zwei Jahre in der zweiten kamerunischen Liga spielte. Danach kehrte sie im Frühjahr 2012 nach Nigeria zurück und unterschrieb bei den Rivers Angels.

## International
Bella gehört seit 2001 zum Nationalteam von Kamerun und ist seit 2009 Mannschaftskapitänin.
Im Juli 2012 wurde sie für die olympischen Sommerspiele 2012 in London nominiert.